# Nicaragua en los Juegos Olímpicos de Atlanta 1996
Nicaragua estuvo representada en los Juegos Olímpicos de Atlanta 1996 por un total de 26 deportistas, 25 hombres y una mujer, que compitieron en 5 deportes.
El portador de la bandera en la ceremonia de apertura fue el tirador Walter Martínez. El equipo olímpico nicaragüense no obtuvo ninguna medalla en estos Juegos.